# Corey Webster (cestista)
Corey Webster (Auckland, 29 novembre 1988) è un cestista neozelandese.
È il fratello di Tai Webster.

## Palmarès
- Campionato australiano: 3

New Zealand Breakers: 2012, 2013, 2015
- Campionato neozelandese: 3

Wellington Saints: 2011, 2014, 2017
- Basketball Africa League: 1

Al-Ahly: 2023